# Vuelta de Paraná
La Vuelta de Paraná es una carrera de ciclismo en ruta por etapas que se disputa en el Estado de Paraná, Brasil.
Consta de 5 etapas y se desarrolla a finales de abril, aunque antes se llevaba a cabo en junio. La 1ª edición fue en 2004, se disputó en marzo sobre un prólogo más 4 etapas y estaba en la categoría internacional 2.5. Con la creación en 2005 de los Circuitos Continentales UCI, desde 2006 perteneció al calendario internacional americano dentro de la categoría 2.2. De 2011 a 2014 no se disputó, retornando al calendario ese año.
En el palmarés de la prueba, han dominado los ciclistas locales aunque ninguno ha podido repetir el triunfo y sólo un extranjero, el chileno Marco Arriagada ha conseguido la victoria. 

## Palmarés
| Año       | Ganador           | Segundo            | Tercero             |
| --------- | ----------------- | ------------------ | ------------------- |
| 2004      | Soelito Gohr      | José Dos Santos    | Miguel Direna       |
| 2005      | Mauricio Morandi  | Antonio Nascimento | Fabricio Morandi    |
| 2006      | Márcio May        | Jorge Giacinti     | Mac donald Trindade |
| 2007      | Renato Seabra     | Gerardo Fernández  | Patrique Azevedo    |
| 2008      | Renato Dos Santos | Eduardo Sales      | Marcos Novello      |
| 2009      | Raul Cançado      | Fabricio Morandi   | Jair Santos         |
| 2010      | Marco Arriagada   | Edgardo Simón      | Alan Maniezzo       |
| 2011-2013 | No se disputó     | No se disputó      | No se disputó       |
| 2014      | Carlos Manarelli  | Patricio Almonacid | Gregolry Panizo     |
| 2015      | Rodrigo Araujo    | Rodrigo Nascimento | Carlos Manarelli    |
| 2016-2018 | Cancelada         | Cancelada          | Cancelada           |

## Palmarés por países
| País   | Victorias |
| ------ | --------- |
| Brasil | 8         |
| Chile  | 1         |